# ویلیام بافورد
ویلیام بافورد (انگلیسی: William Buford؛ زادهٔ ۱۰ ژانویهٔ ۱۹۹۰) بازیکن بسکتبال اهل ایالات متحده آمریکا است.
از باشگاه‌هایی که در آن بازی کرده‌است می‌توان به باشگاه بسکتبال اوبرادویرو اشاره کرد.